# Ольховка (Окуловский район)
Ольхо́вка — деревня в Окуловском муниципальном районе Новгородской области — деревня в Окуловском муниципальном районе Новгородской области, относится к Боровёнковскому сельскому поселению.
Деревня расположена на Валдайской возвышенности, в 27 км к западу от Окуловки (49 км по автомобильной дороге), до административного центра сельского поселения — посёлка Боровёнка 14 км (29 км по автомобильной дороге).
| 2010 |
| ---- |
| 0    |

## История
В окру́ге деревни есть средневековые сопки и жальники. В Новгородской губернии деревня была приписана к Пожарской волости Крестецкого уезда, а с 30 марта 1918 года Маловишерского уезда.

## Транспорт
Ближайшие железнодорожные станции расположены на главном ходу Октябрьской железной дороги — в Боровёнке и Торбино.